# Nick Dear
Nick Dear (* 11. Juni 1955 in Portsmouth) ist ein britischer Dramatiker.
Dear absolvierte im Jahre 1977 ein Studium der Vergleichenden europäischen Literaturwissenschaft an der University of Essex. Er hat Dramen für Theater, Fernsehen und Rundfunk geschrieben.

## Werke (Auswahl)
- 1986 – The Art of Success, Premiere bei der Royal Shakespeare Company. Das Theaterstück mit Penny Downie und Michael Kitchen schildert das Leben von William Hogarth (1697–1764) und die politische Manipulation der Kunst, die Korruption in der Politik und der Behandlung von Frauen in der damaligen Zeit. Die Handlung entwickelt sich im Verlauf immer mehr in eine grelle Komödie über sexuelle Verhaltensweisen. In seinem Kern ist das Stück jedoch eine Debatte über die Natur des Ehrgeizes und dem langen Weg zum Erfolg. Sein historischer Schauplatz ist ausschließlich Mittel zum Zweck.
- 1995 – Zenobia, uraufgeführt in London.
- 1999 – Summerfolk aufgeführt auf dem Shell Connections Festival des Royal National Theatre.
- 2003 – Power aufgeführt auf dem Shell Connections Festival des Royal National Theatre. Power zeigt die Intrigen und Spannungen am Hofe des jungen Ludwig XIV. von Frankreich. Das Stück wurde an Theatern in Portugal, Polen und Ungarn, und am Finnischen Nationaltheater inszeniert.
- 2005 – Lunch in Venice aufgeführt auf dem Shell Connections Festival des Royal National Theatre.
- 2011 – Frankenstein nach Mary Shelleys Roman Frankenstein

## Auszeichnungen
- BAFTA Award für sein Drehbuch des Romans  Persuasion von  Jane Austen.